# Bulbophyllum ardjunense
Bulbophyllum ardjunense är en orkidéart som beskrevs av Johannes Jacobus Smith. Bulbophyllum ardjunense ingår i släktet Bulbophyllum och familjen orkidéer. Inga underarter finns listade i Catalogue of Life.